# Zee Cine Award/Bester Dialog
Der Zee Cine Award Best Dialogue ist eine Kategorie des indischen Filmpreises Zee Cine Award.
Der Zee Cine Award Best Dialogue wird von der Jury gewählt. Der Gewinner wird in der Verleihung bekanntgegeben. Die Verleihung findet jedes Jahr im März statt.
Liste der Gewinner:
| Jahr | Gewinner                                            | Film                        | Deutscher Titel                             |
| ---- | --------------------------------------------------- | --------------------------- | ------------------------------------------- |
| 1998 | Prakash Jha                                         | Mirtyudand                  | —                                           |
| 1999 |                                                     |                             |                                             |
| 2000 | Amrik Gill                                          | Hum Dil De Chuke Sanam      | Ich gab Dir mein Herz, Geliebter            |
| 2001 |                                                     |                             |                                             |
| 2002 |                                                     |                             |                                             |
| 2003 | Piyush Mishra, Ranjeet Kapoor und Rajkumar Santoshi | The Legend of Bhagat Singh  | —                                           |
| 2004 | Abbas Tyrewala                                      | Munnabhai MBBS              | —                                           |
| 2005 | Vishal Bharadwaj                                    | Maqbool                     | —                                           |
| 2006 | Rekha Nigam, Vidhu Vinod Chopra                     | Parineeta                   | Parineeta – Das Mädchen aus Nachbars Garten |
| 2007 | Rajkumar Hirani                                     | Lage Raho Munna Bhai        | —                                           |
| 2008 | Jaideep Sahni                                       | Chak De! India              | Chak De! India – Ein unschlagbares Team     |
| 2009 | keine Verleihung                                    |                             |                                             |
| 2010 | keine Verleihung                                    |                             |                                             |
| 2011 | Rajat Arora                                         | Once Upon A Time In Mumbaai | —                                           |
| 2012 |                                                     |                             |                                             |
| 2013 | Tigmanshu Dhulia und Sanjay Chauhan                 | Paan Singh Tomar            | —                                           |